# روي فاليرا
روي فاليرا (9 أغسطس 1983 في البرتغال - ) هو لاعب كرة قدم برتغالي في مركز الهجوم. لعب مع C.D. Olivais e Moscavide ‏.

## روابط خارجية
- روي فاليرا على موقع قاعدة بيانات كرة القدم.إي يو (الإنجليزية)
- روي فاليرا على موقع Soccerway.com (الإنجليزية)